# Quamtana biena
Quamtana biena là một loài nhện trong họ Pholcidae. Loài này được phát hiện ở Congo.